# Chiesa di San Paolo (Braunschweig)
La chiesa di San Paolo (in tedesco St. Pauli Kirche) è una chiesa evangelica-luterana dedicata a San Paolo; costituisce il centro della zona residenziale dell'anello orientale a Braunschweig. 

## Descrizione
Sotto il consigliere urbanistico Ludwig Winter, la chiesa venne edificata fra il 1901 e il 1906 come edificio sacro rappresentativo su quello che all'epoca era la Kaiser-Wilhelm-Strasse (oggi Jasperallee). 
L'edificio è circondato da una spaziosa area verde. La pianta è a croce greca in stile neogotico.